# Gastón Mazzacane
Gastón Mazzacane, född 8 maj 1975 i La Plata, är en  argentinsk racerförare.

## Racingkarriär
Mazzacane körde i formel 1 för Minardi säsongen 2000. Säsongen efter gick han över till Prost Grand Prix, men han fick sparken efter fyra lopp och ersattes av Luciano Burti, som kom från Jaguar. Hans bästa resultat var en åttonde plats i Europas Grand Prix 2000 i en Minardi. Mazzacane lyckades aldrig ta någon poäng.
Efter Formel 1 tävlade Mazzacane halva säsongen 2004 i Champ Car.
Mazzacane är Argentinas senaste förare i Formel 1.

## F1-karriär
| Säsong | Stall/Tillverkare | Poäng | Placering |
| ------ | ----------------- | ----- | --------- |
| 2000   | Minardi-Fondmetal | 0     | –         |
| 2001   | Prost-Acer        | 0     | –         |